# 1548 Palomaa
1548 Palomaa је астероид главног астероидног појаса. Приближан пречник астероида је 26,46 ,
а средња удаљеност астероида од Сунца износи 2,787 астрономских јединица (АЈ).
Инклинација (нагиб) орбите у односу на раван еклиптике је 16,521 степени, а орбитални период износи 1699,591 дана (4,653 године). Ексцентрицитет орбите астероида износи 0,081.
Апсолутна магнитуда астероида износи 11,50 а геометријски албедо 0,063.
Астероид је откривен 26. марта 1935. године.